# Артемова Любов Вікторівна
Артемова Любов Вікторівна  (26 жовтня 1935) — педагог, доктор педагогічних наук, професор.

## Біографія
Народилась 26 жовтня 1935 р. у м. Умань Черкаської області.
У 1950—1953 рр. — навчання в Уманському педагогічному училищі (дошкільне відділення).
У 1953—1956 рр. — працювала в Уманській кістково-туберкульозній санаторії.
У 1956—1960 рр. — вихователька в Уманському дитячому будинку.
1959 — закінчила педагогічний факультет Київського державного педагогічного інституту імені О. М. Горького (спеціальність: дошкільна педагогіка та психологія).
У 1960—1990 рр. — аспірант, старший науковий співробітник, завідувач лабораторії дошкільного виховання Науково-дослідного інституту педагогіки Міністерства освіти УРСР.
У 1990—2002 рр. — завідувач кафедри дошкільної педагогіки НПУ ім. М. П. Драгоманова.
З 2002 р. — завідувач відділу аспірантури та докторантури Київського міжнародного університету.

## Наукова діяльність
1965 р. — захист кандидатської дисертації на тему «Засвоєння правил поведінки дошкільниками в процесі гри».
1986 р. — захист докторської дисертації на тему: «Формування суспільної спрямованості дитини у грі».
1990 р. — присвоєно вчене звання професора.
Дослідниця питань дошкільної педагогіки, зокрема — ігрової діяльності дитини, морального виховання, гуманістичного підходу до навчання у дошкільному віці. Вчений у галузі теорії та історії педагогіки, теорії та методики професійної освіти дорослих, а також соціальної педагогіки. Керівник наукової школи з проблем теорії і практики виховання та навчання дітей дошкільного віку, учнів, студентів.
Артемова Л. В. брала участь у розробці нормативно-правових документів з організації дошкільної освіти в Україні: Концепція дошкільного виховання в Україні (1993), Державна національна програма «Освіта. Україна XXI століття» (Розділ «Дошкільне виховання») (1994), Базовий компонент дошкільної освіти (2000), Закон України «Про дошкільну освіту» (2001), Програма «Крок за кроком в Україні» (2003). Автор і науковий керівник ряду програм МОН України для дошкільної та вищої освіти: «Дошкільна педагогіка», «Історія педагогіки», «Соціальна педагогіка».
З 1994 по 2004 р. в проекті США «Перші кроки» та Міжнародного фонду «Відродження» голова наглядової ради проекту, керівник, тренер, учасник семінарів для працівників дошкільної освіти, школи та вищих навчальних закладів в Угорщині, Киргизстані, Литві та Україні.
Член редколегії журналу «Дошкільне виховання» МОН України

## Нагороди
1970 — Відмінник народної освіти УРСР
1976 — срібна медаль «За успехи в народном хозяйстве СССР»
1982 — Медаль «У пам'ять 1500-річчя Києва»
1985 — медаль «Ветеран праці»

## Основні праці
- «Моральне виховання дошкільників». — Київ: Радянська школа, 1974. — 104 с.
- «Програма та методичні настанови виховання дітей у дошкільному закладі». — Київ: Радянська школа, 1975. — 223 с. (у співавторстві).
- «Дидактичні ігри і вправи в дитячому садку». — Київ: Радянська школа, 1977. — 126 с. (у співавторстві).
- «Моральное воспитание дошкольников: из опыта работы». — Киев: Радянська школа, 1984. — 136 с. (у співавторстві).
- «Ознайомлення дітей з працею дорослих». — Київ: Радянська школа, 1988. — 176 с. (у співавторстві).
- «Планування занять у підготовчій групі дитячого садка: методичні рекомендації». — Київ: Радянська школа, 1988. — 174 с. (у співавторстві).
- «Планування занять у другій молодшій групі дитячого садка: методичні рекомендації». — Київ: Радянська школа, 1988. — 87 с. (у співавторстві).
- «Підготовча до школи група в дитячому садку: методичний посібник». — Київ: Радянська школа, 1989. — 432 с.
- «Трудівники блакитних доріг: наочний посібник». Київ: Мистецтво, 1990. — 26 с. (комплект 24 планшети та текстовий додаток).
- «Національний дитячий садочок на Україні». Дошкільне виховання. 1991. № 6. С. 10-11.
- «До витоків дошкільного виховання в Україні». Наукові записки: матеріали звітно-наукової конференції викладачів УДПУ імені М. П. Драгоманова за 1992 р. Київ, 1993. С. 335—337.
- «Окружающий мир в дидактических играх дошкольников: книга для воспитателей детского сада и родителей». — Москва: Просвещение, 1992. — 96 с.
- «Державна національна програма „Освіта“: Україна ХХІ століття». Київ: Райдуга, 1994 — 62 с. (у співавторстві).
- «Освітньо-професійна програма вищої освіти за професійним спрямуванням „Педагогіка, дошкільне виховання“». Київ: Міністерство освіти України, 1994. — 18 с.
- «Вчися граючись. Навколишній світ у дидактичних іграх дошкільнят: книга для вихователів дитячих садків та батьків». Київ: Томіріс, 1995. — 112 с.
- «Правічне й вічне: роль жінки в суспільстві та у вихованні дітей за найдавніших часів». Дошкільне виховання. 1996. № 3. С.7-8.
- «Удосконалення професійної підготовки спеціалістів дошкільного профілю». — Київ, 1996. — 206 с. (у співавторстві).
- «Колір. Форма. Величина. Число: для кожної дитини, родини, вихователя, вчителя». Київ: Томіріс, 1997. — 173 с.
- «Базовий компонент дошкільної освіти: проект». Київ: Міністерство освіти України, 1998. — 47 с. (у співавторстві).
- «Закон про дошкільну освіту: проект». Дошкільне виховання. 1999. № 2. С. 3-7. (у співавторстві).
- «Базовий компонент дошкільної освіти в Україні». Дошкільне виховання. 1999. № 1. С. 6-19. (у співавторстві).
- «Щоб дитина хотіла і вміла вчитися». Дошкільне виховання. 2000. № 5. С. 6-7.
- «Концепція фахового курсу „Історія педагогіки України“». Наукові записки НПУ ім. М. П. Драгоманова. 2001. Вип. 40. С. 18-21.
- «Розвиток теорії та практики дитячої гри». Дошкільне виховання. 2001. № 7. С. 18-19.
- «Пріоритети в підготовці педагогів дошкільного профілю». Дошкільне виховання. 2002. № 2. С. 7-9.
- «Театр і гра. Вдома, у дитячому садку, в школі». — Київ: Томіріс, 2002. — 292 с.
- «Крок за кроком в Україні: посібник для батьків дошкільнят та соціальних педагогів». — Київ: Кобза, 2003. — Ч. 1 — 384 с. (у співавторстві).
- "Історія педагогіки України: підручник для студентів вищих педагогічних навчальних закладів. — Київ: Либідь, 2006. — 424 с.
- «Педагогіка і методика вищої школи: інтерактивні технології в курсах навчальних дисциплін: навчально-методичний посібник для студентів вищих навчальних закладів». — Київ: Кондор, 2008. — 272 с.
- «Програма розвитку дитини дошкільного віку „Я у світі“ (нова редакція): навчальна програма»: у 2 ч. — Київ: МЦФЕР-Україна, 2014. (у співавторстві).